# Гоулд, Шейн
Шейн Элизабет Гоулд (англ. Shane Elizabeth Gould; род. 23 ноября 1956, Сидней) — австралийская пловчиха вольным стилем, трёхкратная олимпийская чемпионка, многократная рекордсменка мира, кавалер Ордена Британской империи.
Австралиец года (1972).

## Биография
Шейн Гоулд родилась в Сиднее. В возрасте 18 месяцев, семья будущей олимпийской чемпионки переехала на Фиджи. Уже в раннем детстве она зарекомендовала себя как перспективный спортсмен. В 6 лет семья Гоулд поселилась в Брисбене, свою дочь родители отдали учиться в Лютеранский колледж Св. Петра (англ. St. Peters Lutheran College). В 1972 году Гоулд вошла в состав олимпийской сборной.
В период с 1971 по 1973 год она установила 11 мировых рекордов в 6 различных дисциплинах.